# Jimmy P.
Jimmy P. (Jimmy P. (Psychotherapy of a Plains Indian)) è un film del 2013 scritto e diretto da Arnaud Desplechin, con protagonista Benicio del Toro. Il film è la trasposizione cinematografica del libro Psychotherapy of a Plains Indian di Georges Devereux.

## Trama
Jimmy Picard è un nativo americano della tribù dei Piedi Neri, reduce dalla Seconda guerra mondiale. Dal suo ritorno negli Stati Uniti d'America, Jimmy vive nel suo ranch con la sorella e soffre di frequenti attacchi di dislessia, cecità e perdita dell'udito. Visitato in un ospedale psichiatrico militare, viene ritenuto sano ma psicolabile. Non essendo convinti della diagnosi, lo fanno visitare da Georges Devereux, un antropologo specializzato nella cultura indiana Mohave, con i quali ha vissuto due anni.

## Produzione
Il titolo iniziale del progetto era Psychotherapy of a Plains Indian, poi cambiato in Jimmy P. (Psychotherapy of a Plains Indian).
Le riprese del film iniziano il 18 giugno 2012 e si svolgono tra gli stati del Montana e del Michigan.

## Distribuzione
Il primo trailer del film viene distribuito il 18 maggio 2013. Il giorno precedente è stato presentato alla 66ª edizione del Festival di Cannes, concorrendo per la Palma d'oro.
La pellicola è stata distribuita nelle sale cinematografiche francesi a partire dal 10 settembre 2013. In Italia dal 20 marzo 2014.

## Premi e riconoscimenti
- 2013 . Festival di Cannes
  - Nomination alla Palma d'oro
- 2014 - Premio César
  - Nomination Miglior film
  - Nomination Miglior regista a Arnaud Desplechin
  - Nomination Miglior sceneggiatura adattata a Arnaud Desplechin, Julie Peyr e Kent Jones
- 2013 - Premio Louis-Delluc
  - Nomination Premio Louis-Delluc
- 2014 - Lumiere Awards
  - Nomination Miglior fotografia a Stéphane Fontaine